# Olympische Jugend-Winterspiele 2012/Teilnehmer (Mexiko)
| Gelbes Symbol für Goldmedaillen mit stilisierten Olympischen Ringen | Graues Symbol für Silbermedaillen mit stilisierten Olympischen Ringen | Braundes Symbol für Bronzemedaillen mit stilisierten Olympischen Ringen |
| ------------------------------------------------------------------- | --------------------------------------------------------------------- | ----------------------------------------------------------------------- |
| —                                                                   | —                                                                     | —                                                                       |

Mexiko nahm an den Olympischen Jugend-Winterspielen 2012 in Innsbruck mit einem Athleten in einer Sportart teil.

## Sportarten

### Skeleton
| Athleten                 | Durchgang 1 | Durchgang 2 | Gesamt      | Gesamt |
| Athleten                 | Zeit        | Zeit        | Zeit        | Rang   |
| ------------------------ | ----------- | ----------- | ----------- | ------ |
| Jungen                   |             |             |             |        |
| Joshua Montiel Santander | 1:01,85 min | 1:02,52 min | 2:04,37 min | 14     |